# Municipio de San Martín Zacatepec
El municipio de San Martín Zacatepec  es uno de los 570 municipios del estado de Oaxaca en el sureste de México. Es parte del Distrito de Huajuapan en el norte de la Región Mixteca.

## Geografía
Limita al noreste con el municipio de San Miguel Amatitlán y con el municipio de San Simón Zahuatlán, al sureste y sur con el municipio de Santos Reyes Yucuná y al suroeste y noroeste con el municipio de Mariscala de Juárez.
De acuerdo con el censo de 2005, el municipio tiene una población total de 1199 personas.